# Oundle
Oundle er en købstad og civil parish der ligger på den venstre bred af floden Nene i North Northamptonshire, England. I 2021 havde den et indbyggertal 6.254. Byen ligger omkring 111 km nord for London og 19 km sydvest for Peterborough. Kostskolen Oundle School ligger her, og det er den tredjestørste i landet efter Eton and Millfield.